# Kehra
Kehra (en alemán Kedder) es una ciudad (linn) del norte de Estonia, es el centro administrativo del municipio de Anija que se encuentra en el condado de Harju.
Los ríos Jägala y Aavoja pasan por su núcleo urbano.
Kehra se encuentra a 39 kilómetros al sureste de la capital estonia. La línea de ferrocarril que une Tallin con Narva pasa por Khera que posee una estación.

## Historia

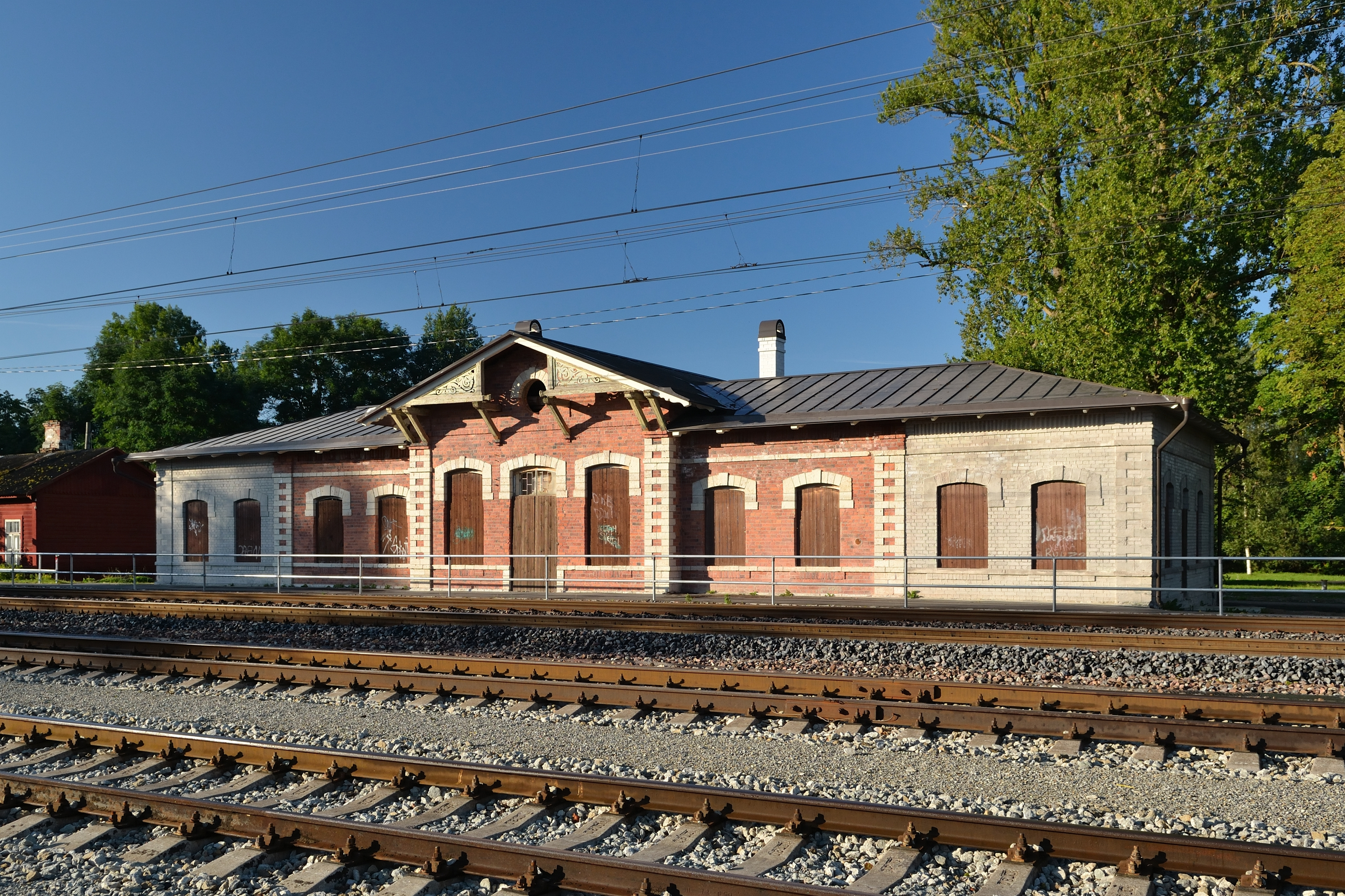
Kehra estación de ferrocarril.

Kehra es mencionado por primera vez en un documento de 1241, el Liber Census Daniæ. Alrededor de 1630 fue establecido un señorío (Kehra Mõis) en el lugar cerca de una fuente de agua. 
El comienzo real de la población se encuentra en la creación de la línea férrea que va desde Tallin hasta Narva, sobre todo con la inauguración en 1876 de una estación que traería consigo un rápido incremento de la población. En 1938 se puso en funcionamiento una fábrica de papel que aceleró el crecimiento de la población. Durante la ocupación soviética la fábrica siguió explotándose particularmente durante las décadas de 1950 y 1960. 
En 1945 Kehra obtuvo los derechos de pequeño borough (alevik), y en 1993 los de ciudad (linn). 

## Demografía
- Evolución de la población

| Evolución de la población del municipio de Kehra | Evolución de la población del municipio de Kehra | Evolución de la población del municipio de Kehra | Evolución de la población del municipio de Kehra | Evolución de la población del municipio de Kehra | Evolución de la población del municipio de Kehra |
| Año                                              | 1989                                             | 2000                                             | 2001                                             | 2002                                             | 2007                                             |
| ------------------------------------------------ | ------------------------------------------------ | ------------------------------------------------ | ------------------------------------------------ | ------------------------------------------------ | ------------------------------------------------ |
| Población                                        | 4.053                                            | 3.224                                            | 3.212                                            | 3.214                                            | 3.077                                            |
- Nacionalidad y lengua materna:

| Nacionalidad y lengua materna en Kehra | Nacionalidad y lengua materna en Kehra | Nacionalidad y lengua materna en Kehra | Nacionalidad y lengua materna en Kehra |
| Habitantes por nacionalidad            | Habitantes por nacionalidad            | Hablantes por lengua materna           | Hablantes por lengua materna           |
| Nacionalidad                           | Habitantes                             | Idioma                                 | Hablantes                              |
| -------------------------------------- | -------------------------------------- | -------------------------------------- | -------------------------------------- |
| Estonios                               | 3.247                                  | Estonio                                | 1.609                                  |
| Rusos                                  | 135                                    | Ruso                                   | 1.426                                  |
| Ucranianos                             | 13                                     | Ucraniano                              | 70                                     |
| Bielorrusos                            | 6                                      | Bielorruso                             | 25                                     |
| Finlandeses                            | 1                                      | Finés                                  | 38                                     |
| Letones                                | 1                                      | Letón                                  | 3                                      |
| Lituanos                               | 16                                     | Lituano                                | --                                     |
| Otras                                  | 7                                      | Otros                                  | 46                                     |
| Sin definir                            | 791                                    | Sin identificar                        | 7                                      |
| Desconocida                            | 7                                      |                                        |                                        |

## Lugares de interés
Una de los principales atractivos de Kehra es el actual edificio de la hacienda de Kehra que data de 1820 cuando fue construido por el alemán del Báltico Friedrich August von Maydell, que erigió en el señorío un edificio de madera en estilo neoclásico que fue parcialmente reconstruida en el siglo XX.